# Стефано Пјоли
Стефано Пјоли (итал. Stefano Pioli; Парма, 20. октобар 1965) је италијански фудбалски тренер и бивши фудбалер који је играо као дефанзивац. Тренер је фудбалског клуба Фиорентина.

## Играчка каријера
Пјоли, родом из Парме, започео је играчку каријеру за тим свог града, Парму. Затим је потписао за Јувентус, са којим је дебитовао у Серији А 1984. године, освојивши лигашку титулу, Европски куп, Европски суперкуп и Интерконтинентални куп током три сезоне са клубом. Након што је 1987. године прешао у Хелас Верону, Пјоли је 1989. прешао у Фиорентину, где је провео шест година каријере, пре него што је две сезоне провео у Падови. После узастопних сезона у Серији Ц са Пистоиесеом и Фиорензуолом, а каријеру је завршио 1999. године у Колорну у шестој лиги Ромања округа. (шести највиши ранг италијанског фудбала у то време).

## Тренерска каријера

### Рана каријера
Од 1999. до 2002. године Пјоли је тренирао омладински тим Болоње (и освојио шампионат),  и Кјево 2002–03.  У периоду 2003–04. постављен је за главног тренера Серие Б клуба Салернитана .  Касније је тренирао Модену, још увек у Серије Б, 2004. године. 
Године 2006. Пјоли је именован за главног тренера Парме,  стога се вратио у свој родни град и обележио свој деби у Серије А као менаџер. Међутим, отпуштен је 12. фебруара 2007  након пораза од 3: 0 од Роме, који је Парму срушио на претпоследње место и заменио га је Клаудио Раниери.
Дана 11. септембра 2007. године, Пјоли је представљен као нови главни тренер клуба Серије Б Гросето, заменивши Ђорђа Роселија, који је отпуштен након три узастопна пораза у прве три лигашке утакмице, и успео је да их води до импресивне средине табеле - завршни пласман у њиховој првој сезони у Серији Б. Затим је био главни тренер Пјацензе у Серији Б сезоне 2008–09. У јулу 2009. године напустио је Пјацензу да би се придружио Сасуолу као нови главни тренер.

### Кјево
Дана 10. јуна 2010, Пјоли је именован за главног тренера клуба Серие А Кјево на 12-месечном уговору.

### Палермо
Већ 2. јуна 2011. године Пјоли је именован за главног тренера клуба Палермо из Серије А, али је отпуштен само 90 дана касније.

### Болоња
Дана 4. октобра 2011, Пјоли је именован за новог тренера Болоње у Серији А, заменивши отпуштеног Пиерпаола Бисолија . Након две проблематичне сезоне са Бологном, обе су завршиле у доњој половини табеле Серије А, али увек је избегао испадање, смењен је са својих менаџерских дужности 8. јануара 2014., а на његово место именован је Давиде Балардини.

### Лазио
Дана 12. јуна 2014. године потврђено је Пјолијево именовање за новог главног тренера Лација уместо Едоарда Реје. У својој првој сезони у клубу, водио је Лацио на трећепласирано место у Серији А. Дана 11. јуна 2015. године, понуђен му је нови двогодишњи уговор са опцијом додатне године.
3. априла 2016. Пјоли је отпуштен након пораза од 4:1 против Роме.

### Интер
Дана 8. новембра 2016, Пјоли је постављен за новог главног тренера Интерназионале-а на 18-месечном уговору. Већ 20. новембра, Интер је ремизирао 2: 2 против Милана на утакмици Серије А, првом такмичарском мечу Пјолија као тренеру клуба. Отпуштен је 9. маја 2017. Интер је добио 12 од првих 16 мечева у Серији А док је Пјоли био на дужности (реми са Миланом, губици од Наполија, Јувентуса и Роме), али то су пратила два ремија и пет пораза у последњих седам мечева Серије А пре његовог отпуштања.

### Фјорентина
6. јуна 2017. године Пјоли је именован за новог главног тренера Фјорентине. Потписао је уговор на две године са другом необавезном годином. 9. априла 2019. године Пјоли је поднео оставку.

### Милан
9. октобра 2019. године Пјоли је именован за новог тренера Милана, по договору до краја сезоне. Дана 21. јула 2020. Пјоли је постигао споразум с Миланом о двогодишњем продужењу уговора који ће истећи јуна 2022.

## Ел Наср
Од 18. септембра 2024. године је ангажован као тренер фудбалског клуба Ел Наср.

## Статистика каријере

### Играч
| Сезона        | Клуб          | Лига          | Лига    | Лига   | Репрез. | Репрез. | Репрез. | Европа | Европа  | Европа | Остало | Остало  | Остало | Укупно  | Укупно |
| Сезона        | Клуб          | Такм.         | Наступи | Голови | Такм.   | Наступи | Голови  | Такм.  | Наступи | Голови | Такм.  | Наступи | Голови | Наступи | Голови |
| ------------- | ------------- | ------------- | ------- | ------ | ------- | ------- | ------- | ------ | ------- | ------ | ------ | ------- | ------ | ------- | ------ |
| 1982–83       | Парма         | Серија Ц      | ?       | ?      | CI-C    | ?       | ?       | -      | -       | -      | -      | -       | -      | ?       | ?      |
| 1983–84       | Парма         | Серија Ц      | ?       | ?      | CI+CI-C | ?+?     | ?+?     | -      | -       | -      | -      | -       | -      | ?       | ?      |
| Укупно        | Укупно        | Укупно        | 42      | 1      |         | ?       | ?       |        | -       | -      |        | -       | -      | 42+     | 1+     |
| 1984–85       | Јувентус      | Серија А      | 14      | 0      | CI      | 7       | 1       | ECC    | 3       | 0      | USC    | 0       | 0      | 24      | 1      |
| 1985–86       | Јувентус      | Серија А      | 14      | 0      | CI      | 3       | 0       | ECC    | 4       | 0      | IC     | 1       | 0      | 22      | 0      |
| 1986–87       | Јувентус      | Серија А      | 7       | 0      | CI      | 3       | 0       | ECC    | 1       | 0      | -      | -       | -      | 11      | 0      |
| Укупно        | Укупно        | Укупно        | 35      | 0      |         | 13      | 1       |        | 8       | 0      |        | 1       | 0      | 57      | 1      |
| 1987–88       | Верона        | Серија А      | 10      | 0      | CI      | ?       | ?       | UC     | 1       | 0      | -      | -       | -      | 11+     | 0+     |
| 1988–89       | Верона        | Серија А      | 32      | 0      | CI      | 9       | 0       | -      | -       | -      | -      | -       | -      | 41      | 0      |
| Укупно        | Укупно        | Укупно        | 42      | 0      |         | 9+      | 0+      |        | 1       | 0      |        | -       | -      | 52+     | 0+     |
| 1989–90       | Фјорентина    | Серија А      | 26      | 1      | CI      | ?       | ?       | UC     | 10      | 0      | -      | -       | -      | 36+     | 1+     |
| 1990–91       | Фјорентина    | Серија А      | 14      | 0      | CI      | ?       | ?       | -      | -       | -      | -      | -       | -      | 14+     | 0+     |
| 1991–92       | Фјорентина    | Серија А      | 30      | 0      | CI      | ?       | ?       | -      | -       | -      | -      | -       | -      | 30+     | 0+     |
| 1992–93       | Фјорентина    | Серија А      | 31      | 0      | CI      | ?       | ?       | -      | -       | -      | -      | -       | -      | 31+     | 0+     |
| 1993–94       | Фјорентина    | Серија Б      | 31      | 0      | CI      | ?       | ?       | -      | -       | -      | -      | -       | -      | 31+     | 0+     |
| 1994–95       | Фјорентина    | Серија А      | 24      | 0      | CI      | 6       | 0       | -      | -       | -      | -      | -       | -      | 30      | 0      |
| Укупно        | Укупно        | Укупно        | 156     | 1      |         | 6+      | 0+      |        | 10      | 0      |        | -       | -      | 172+    | 1+     |
| 1995–96       | Падова        | Серија А      | 1       | 0      | CI      | 0       | 0       | -      | -       | -      | -      | -       | -      | 1       | 0      |
| 1996–97       | Падова        | Серија А      | 3       | 0      | CI      | ?       | ?       | -      | -       | -      | -      | -       | -      | 3+      | 0+     |
| Укупно        | Укупно        | Укупно        | 4       | 0      |         | ?       | ?       |        | -       | -      |        | -       | -      | 4+      | 0+     |
| 1996–97       | Пистојезе     | Серија Ц      | 14      | 1      | CI-C    | ?       | ?       | -      | -       | -      | -      | -       | -      | 14+     | 1+     |
| 1997–98       | Фјорензуола   | Серија Ц      | 21      | 0      | CI-C    | ?       | ?       | -      | -       | -      | -      | -       | -      | 21+     | 0+     |
| Цела каријера | Цела каријера | Цела каријера | 314+    | 3+     |         | 28+     | 1+      |        | 19      | 0      |        | 1       | 0      | 362+    | 4+     |

### Менаџерски
Последња измена 25. маја 2024.
| Тим         | Од                 | До               | Мечеви | Мечеви | Мечеви | Мечеви | Мечеви   |
| Тим         | Од                 | До               | Играно | П      | Н      | П      | % победе |
| ----------- | ------------------ | ---------------- | ------ | ------ | ------ | ------ | -------- |
| Салернитана | 1. јул 2003        | 10. јун 2004     | 51     | 16     | 14     | 21     | 031,37   |
| Модена      | 15. јун 2004       | 22. јануар 2006  | 71     | 25     | 27     | 19     | 035,21   |
| Модена      | 8 фербуар 2006     | 5. јун 2006      | 16     | 10     | 5      | 1      | 062,50   |
| Парма       | 5. јун 2006        | 12. фебруар 2007 | 32     | 9      | 7      | 16     | 028,13   |
| Гросето     | 11. септембар 2007 | 11. јун 2008     | 39     | 10     | 19     | 10     | 025,64   |
| Пјаћенца    | 11. јун 2008       | 5. јун 2009      | 43     | 14     | 13     | 16     | 032,56   |
| Сасуоло     | 12. јун 2009       | 9. јун 2010      | 47     | 20     | 16     | 11     | 042,55   |
| Кјево       | 10. јун 2010       | 2. јун 2011      | 41     | 13     | 13     | 15     | 031,71   |
| Палермо     | 2. јун 2011        | 31. август 2011  | 2      | 0      | 2      | 0      | 000,00   |
| Болоња      | 4 октобар 2011     | 7. јануар 2014   | 97     | 32     | 28     | 37     | 032,99   |
| Лацио       | 12. јун 2014       | 3. април 2016    | 91     | 44     | 20     | 27     | 048,35   |
| Интер       | 8. новембар 2016   | 9. мај 2017      | 27     | 14     | 3      | 10     | 051,85   |
| Фјорентина  | 6. јун 2017        | 9. април 2019    | 74     | 27     | 25     | 22     | 036,49   |
| Милан       | 9 октобар 2019     | 25. мај 2024     | 238    | 130    | 57     | 51     | 054,62   |
| Укупно      | Укупно             | Укупно           | 869    | 364    | 249    | 256    | 041,89   |

## Трофеји

### Играч
Парма
- Серија Ц1 (1) : 1983/84.

Јувентус 
- Серија А (1) : 1985/86.
- Куп европских шампиона (1) : 1984/85 .
- Суперкуп Европе (1) : 1984.
- Интерконтинентални куп (1) : 1985 .

Фиорентина
- Серија Б (1) : 1993/94.

### Тренер
Милан
- Серија А (1) : 2021/22.

Болоња
- Државно првенство Аллиеви испод 17 година (1) : 2000/01.